# Marguerite Gérard
Marguerite Gérard (Grasse, 28 januari 1761 - Parijs, 18 mei 1837) was een Franse kunstschilder. 

## Biografie
Gérard was een dochter van Marie Gilette en Claude Gérard. Haar oudere zuster trouwde met de schilder Jean-Honoré Fragonard in 1769. Zij begon haar professionele loopbaan als zijn assistent toen zij bij hem en haar zuster ging wonen na de dood van haar moeder in 1775. Vanaf dat moment werd zij graveerder en net als later haar neef Alexandre-Évariste Fragonard, leerde zij van haar zwager schilderen. Zij exposeerde een van haar schilderijen op de Salon van 1792. 
Zij won drie medailles voor haar kunstwerken, meestal huiselijke taferelen met katten of honden en moeders met kinderen in huis, soms met muziekinstrumenten. Een van haar schilderijen, La Clémence de Napoléon Ier : Napoléon et la Princesse de Hatzfeld, werd in 1808 door keizer Napoleon gekocht. Andere beschermheren waren onder meer Lodewijk XVIII en verschillende andere leden van de hogere klasse. Rijke verzamelaars kochten originele schilderijen om te laten zien in hun huizen, terwijl gravures van haar schilderijen werden verspreid onder de middenklasse. 
Haar werken werden tentoongesteld in de Parijse Salon vanaf 1790 en oogstten de aandacht van rijke klanten. Haar stijl was vaak gebaseerd op scènes geïnspireerd door Hollandse meesters wier genrestukken in die tijd erg populair waren in Frankrijk.

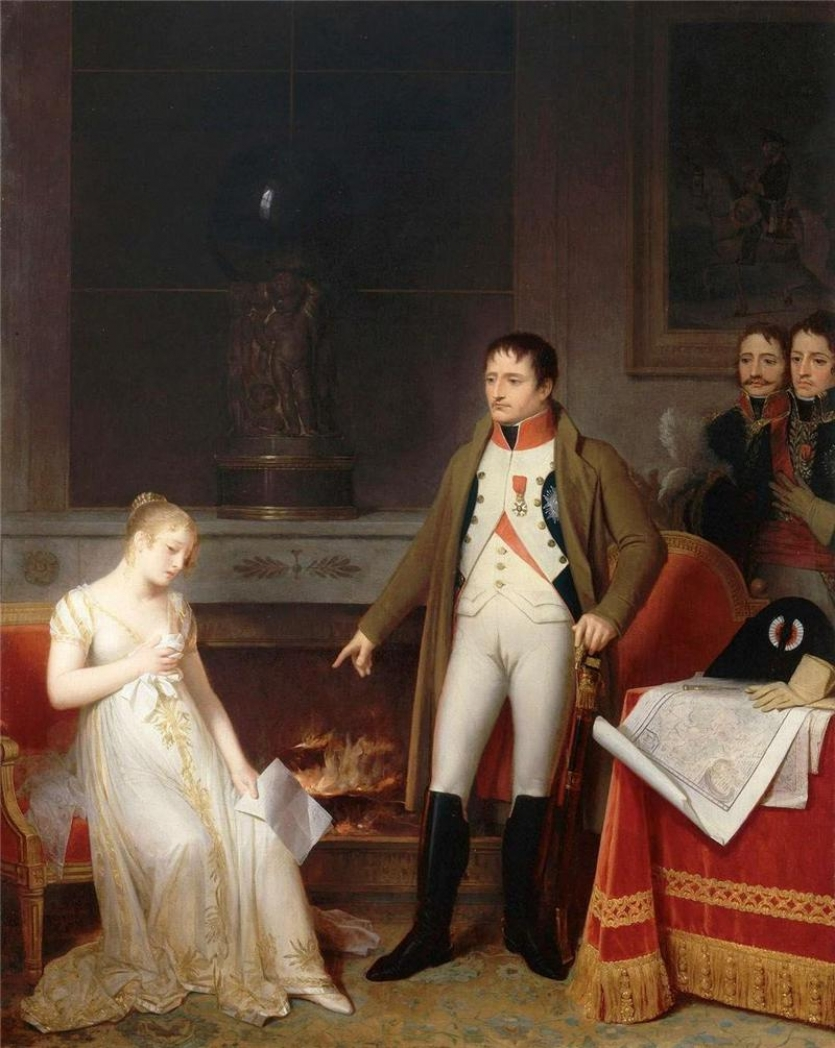
La Clémence de Napoléon Ier : Napoléon et la Princesse de Hatzfeld
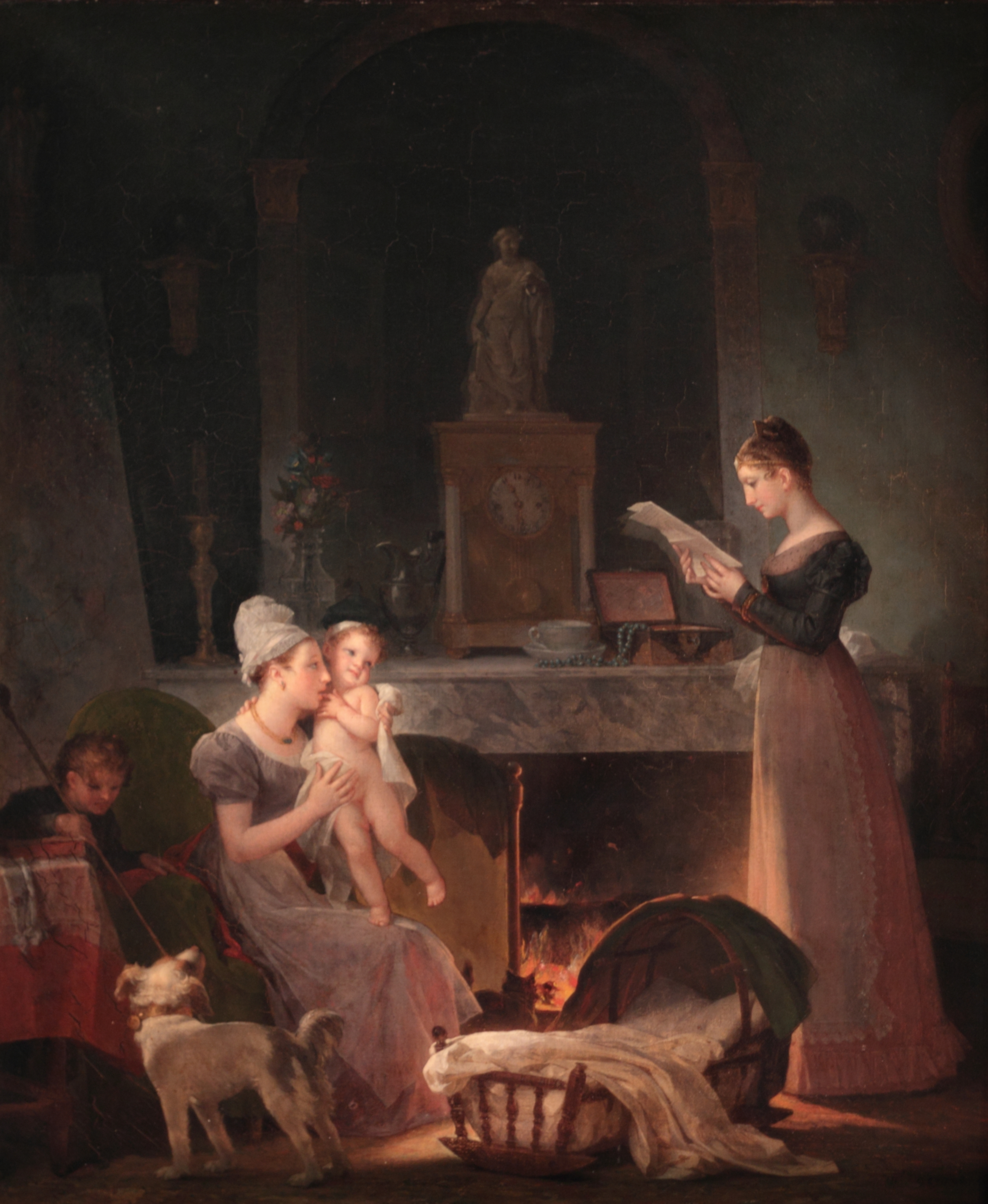
La Lecture d'une lettre
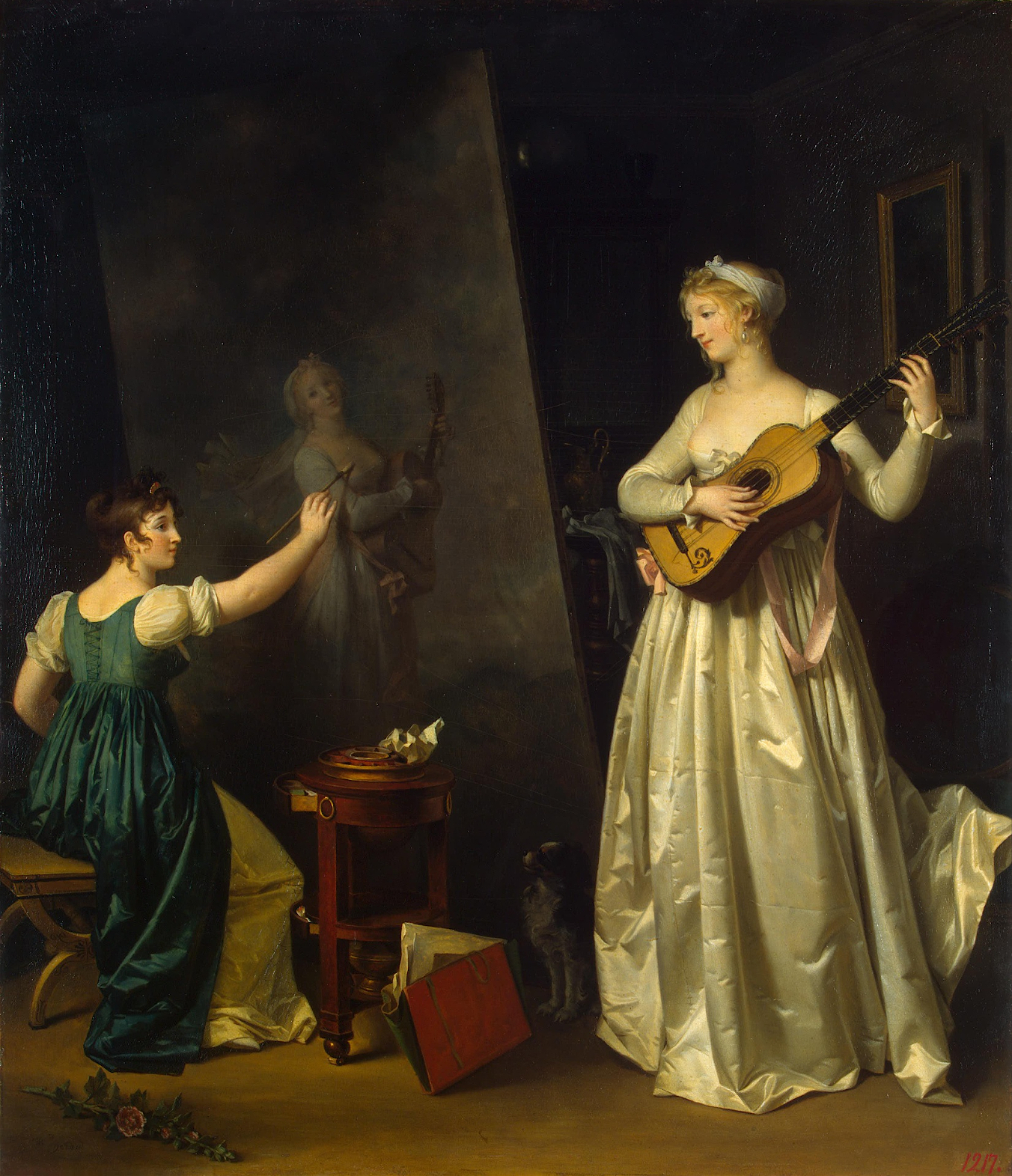
Kunstenaar schildert een portret van een muzikant, circa 1803

- Biblioteca Nacional de España: XX4989433
- Bibliothèque nationale de France: cb14958644h (data)
- Gemeinsame Normdatei: 121652394
- International Standard Name Identifier: 0000 0001 1042 6994
- KulturNav: cc6e73d5-5b04-41dc-b98d-8c3e47d0e138
- Library of Congress Control Number: n87821699
- Nationale Bibliotheek van Israël: 987007499158905171
- RKD-Nederlands Instituut voor Kunstgeschiedenis: 31012
- Système universitaire de documentation: 032549237
- Union List of Artist Names: 500025509
- Virtual International Authority File: 19950742
- WorldCat: E39PBJpJhWKBjGc93ByFGHrTHC